# جون (روستا)
 جون  به عربی ( الَجُون )، روستایی است در دهستان کُسْمة از توابع استان رَیمه در کشور یمن در شبه جزیره عربستان. 

## جمعیت
جمعیت آن ( ۵۵ ) نفر (۷ خانوار) می‌باشد.